# Молодіжна збірна Кореї з футболу
Молодіжна збірна Кореї з футболу представляє Корею на міжнародних молодіжних турнірах з футболу, будучи об'єднаною командою Південної та Північної Кореї. Єдина їхня участь у турнірах під егідою ФІФА була на молодіжному чемпіонаті світу з футболу 1991 року в Португалії.

## Молодіжний чемпіонат світу з футболу 1991

### Передумови
На молодіжному чемпіонаті Азії з футболу 1990 року, що пройшов в Індонезії, у фіналі зустрілись збірні КНДР та
Південної Кореї. В серії післяматчевих пенальті перемогу здобула південнокорейська збірна, тим не менш обидві команди отримали путівку на молодіжний чемпіонаті світу 1991 року в Португалії. Після цього почались перемовини про можливість об'єднання команд. Цьому також посприяв і чемпіонат світу з настільного тенісу 1991 року, що пройшов навесні і на цьому турнірі тенісисти Північної Кореї і Південної Кореї вперше виступили однією командою під Прапором Об'єднання, для цього треба було 5 місяців попередніх переговорів.
В результаті була створена об'єднана молодіжна збірна Кореї для чемпіонату світу, яка складалася з десяти південнокорейців та восьми північнокорейців, а головним тренером став північнокореєць Ан Се Ук. Завдяки формуванню цієї корейської команди другу путівку на чемпіонат світу отримала Сирія, що стала бронзовою на континентальній першості.

### Виступ на турнірі
Корея розпочала свій виступ на молодіжному чемпіонаті світу проти фаворитів, збірної Аргентини. Втім єдиний гол матчу ударом з 30 метрів забив північнокорейський футболіст Чхо Ін Чхоль на 88-й хвилині, який приніс перемогу Кореї. Корейська команда програвала другий матч групового етапу проти Ірландії, однак північнокорейський футболіст Чхве Чхоль зрівняв рахунок на 89-й хвилині, принісши своїй команді нічию. Незважаючи на поразку 0:1 в останньому матчі групового етапу проти Португалії, господарів та майбутніх чемпіонів турніру, корейці змогли зайняти друге місце та вийти з групи.
У чвертьфінал корейці потрапили на збірну Бразилії, програвши матч чвертьфіналу з рахунком 1:5. Потім команда Бразилії дійшла до фіналу, де програла лише Португалії в серії пенальті, а обидві корейські молодіжні збірні після цього чемпіонату світу знову стали грати окремо, хоча і в розіграшах 2007 та 2011 років обидві команди знову долали кваліфікацію на турнір і теоретично мали можливість виступати єдиною командою.